# Niewiesz
Niewiesz – wieś w Polsce położona w województwie łódzkim, w powiecie poddębickim, w gminie Poddębice. Miejscowość położona w odległości ok. 10 km na północny zachód od Poddębic.
Dawniej siedziba istniejącej do 1954 roku oraz w latach 1973–1976 gminy Niewiesz. W latach 1954–1972 wieś należała i była siedzibą władz gromady Niewiesz. W latach 1975–1998 miejscowość położona była w województwie sieradzkim.

## Historia
Gniazdo rycerskiego rodu Chebdów herbu Pomian, którzy w XV wieku przyjęli nazwisko Niewieskich. W okresie powstania styczniowego Niewiesz był miejscem tzw. bitwy pod Niewieszem, tj. starć oddziałów płk. Kajetana Słupskiego (ok. 1000 ludzi) z Rosjanami z garnizonu łódzkiego (2 roty piechoty i 70 huzarów), którymi dowodził płk Aleksander von Broemsen. Po stronie rosyjskiej były znaczne straty. Poległo 29 powstańców, pochowanych w zbiorowej mogile na miejscowym cmentarzu. W bitwie tej brał udział Józef Szumski – ojciec Marii Dąbrowskiej. W dniach 6–9 września 1939 r. toczyły się w rejonie Niewiesza ciężkie walki 25 DP armii "Poznań" z Niemcami o utrzymanie przepraw przez Wartę. W walkach zginęło wielu żołnierzy niemieckich. W odwecie Wehrmacht, gdy wkraczał do wsi, zamordował co najmniej kilkadziesiąt cywilnych osób.

## Zabytki
Na skraju wsi, przy szosie z Uniejowa do Poddębic, stoi okazała rzeźba "Pomnik pomordowanych przez Wehrmacht" Michała Gałkiewicza wykonana z wapienia i sztucznego kamienia upamiętniający ofiary wojny. Pierwszy kościół w Niewieszu stał już w 1455 r. Kolejny kościół, murowany, postawiono w 1874 r. Został on zniszczony w czasie działań wojennych. Obecną świątynię zbudowano w latach 1970–1980. Z dawnego założenia dworskiego pozostały resztki zabudowań gospodarczych i fragmenty parku.